# District de Saint-Fargeau
Le district de Saint-Fargeau est une ancienne division territoriale française du département de l'Yonne de 1790 à 1795.
Il était composé des cantons de Saint Fargeau, Bleneau, Champignelle, Druyes, Mesille, Saint Sauveur, Thury et Tregny.